# Konserwatywna architektura XX wieku

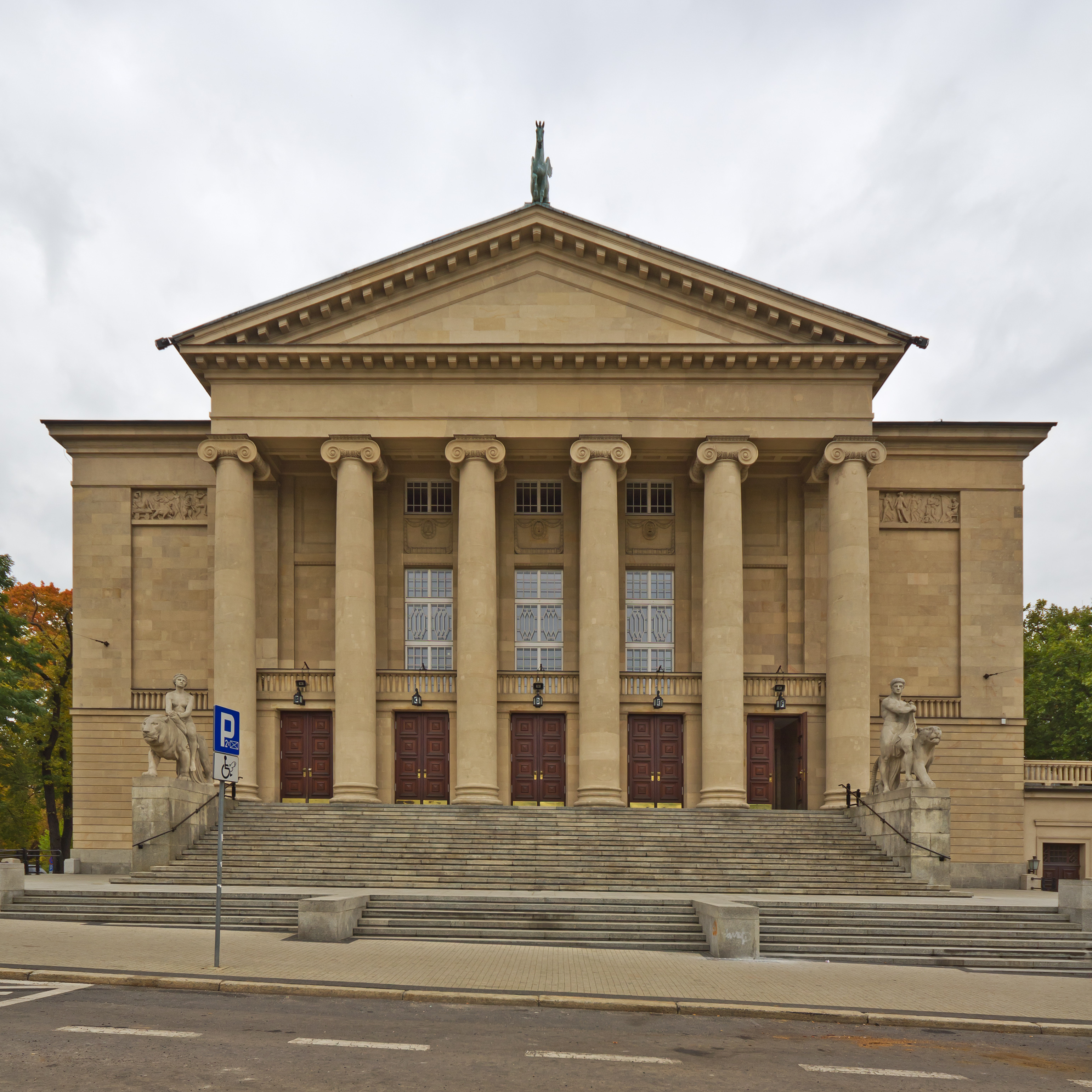
Neoklasycyzm: M. Littmann, Opera w Poznaniu, 1909-1910

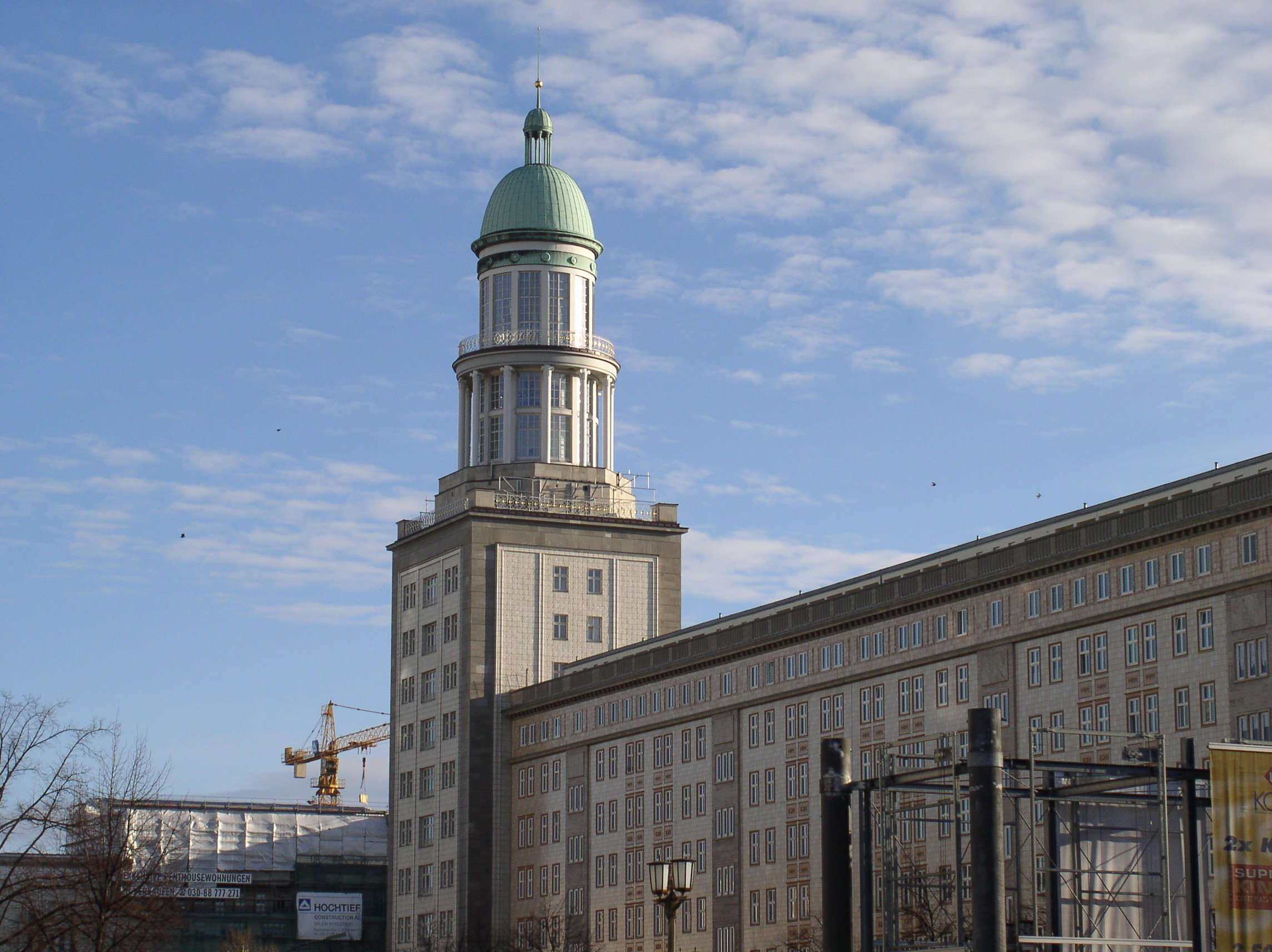
Socrealizm: Egon Hartmann, Aleja Marksa w Berlinie

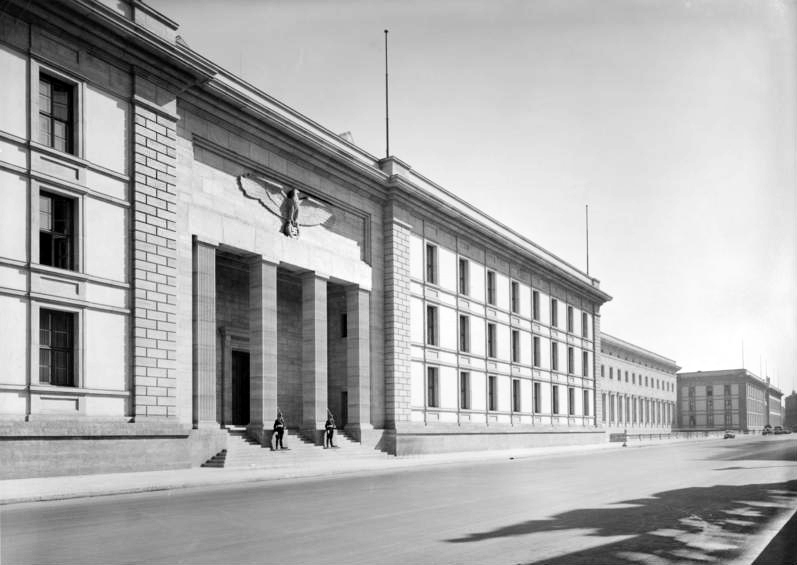
Architektura nazistowska: Kancelaria Rzeszy projektu Alberta Speera, ukończona w 1939 roku

Konserwatywna architektura XX wieku, określana też jako architektura tradycyjna lub antymodernizm – prądy w architekturze XX w. stojące w opozycji do modernizmu i stanowiące reakcję na jego radykalne idee.
Pojawienie się antymodernizmu wynikało z powszechnego wśród społeczeństw Europy i Ameryki przywiązania do wzorców tradycyjnych lub form historycznych, a także nieakceptacji jej abstrakcyjnych form. W przeciwieństwie do modernizmu prądy te łączyło odwoływanie się do tradycji lokalnych, korzystanie z tradycyjnych materiałów, oraz zamiłowanie do wpisanej w ludzką świadomość symetrii i nierzadko monumentalizmu.

## Prądy klasycyzujące i historyzujące
W latach 20. duże znaczenie osiągnęła w Niemczech szkoła stuttgarcka, której najbardziej znanym twórcą był Paul Bonatz. W Stanach Zjednoczonych i Wielkiej Brytanii do lat 30. dominowała architektura o cechach historyzmu, zwykle zorientowana na neogotyk włączający motywy art déco.
W latach 30., 40. i 50. w architekturze i urbanistyce miast w dużej części Europy silnie zaznaczyły się ruchy popierane przez reżimy totalitarne – monumentalna architektura III Rzeszy i radziecki socrealizm, a także włoski styl Novecento. Sama ideologia partii nazistowskich i faszystowskich nie rozstrzygała o ich nastawieniu wobec nowoczesnej architektury, w niektórych dziedzinach budownictwa i na niektórych terenach powstawały nadal nowoczesne obiekty. Poparcie, jakim się cieszyli konserwatyści było raczej związane z osobistymi upodobaniami czołowych polityków. Partie komunistyczne natomiast popierały konserwatywną architekturę ze względów czysto populistycznych.
W końcu XX wieku, wraz z nadejściem kolejnej fali krytyki modernizmu, nastąpiło wzmocnienie tradycyjnych nurtów w architekturze. Kontynuację antymodernistycznej tradycji stanowi na przełomie XX i XXI wieku twórczość wielu architektów historyzujących odmian postmodernizmu, a także ruchu New Classical architecture, m.in. braci Krierów czy Quinlana Terry’ego. W Wielkiej Brytanii głównym mecenasem konserwatywnej architektury jest były książę Walii, Karol III.

## Tradycjonalizm
Do kierunków konserwatywnych zaliczają się niemiecka Heimatschutzbewegung (Heimatschutzstil) i podobne jej ruchy rodzime. Architekci odwoływali się do tradycji lokalnej, często ludowej, kontynuując tradycje solidnego rzemiosła i rezygnując z nadawania swojej twórczości cech indywidualnych. W drugiej połowie XX wieku prąd ten był szczególnie silny w Szwajcarii (Peter Zumthor), a także na Półwyspie Iberyjskim.

## Wybrani przedstawiciele
- Paul Bonatz
- Boris Iofan
- Werner March
- Lew Rudniew
- Albert Speer
- Paul Ludwig Troost